# Khondāb (kommunhuvudort i Iran)
Khondāb (persiska: خنداب, خانداب) är en kommunhuvudort i Iran.   Den ligger i provinsen Markazi, i den nordvästra delen av landet, 250 km sydväst om huvudstaden Teheran. Khondāb ligger 1 695 meter över havet och antalet invånare är 6 982.
Terrängen runt Khondāb är kuperad åt sydost, men åt nordväst är den platt.Runt Khondāb är det ganska tätbefolkat, med 120 invånare per kvadratkilometer. Khondāb är det största samhället i trakten. Trakten runt Khondāb består i huvudsak av gräsmarker.